# Comuna de Wejherowo
Wejherowo (polaco: Gmina Wejherowo) é uma gminy (comuna) na Polónia, na voivodia de Pomerânia e no condado de Wejherowski. A sede do condado é a cidade de Wejherowo.
De acordo com os censos de 2007, a comuna tem 19 425 habitantes, com uma densidade 98 hab/km².

## Área
Estende-se por uma área de 194,08 km², incluindo:
- área agrícola: 32%
- área florestal: 58%

## Demografia
Dados de 30 de Junho 2004:
|                      | Total   | Total | Mulheres | Mulheres | Homens  | Homens |
| -------------------- | ------- | ----- | -------- | -------- | ------- | ------ |
|                      | pessoas | %     | pessoas  | %        | pessoas | %      |
| População            | 17 730  | 100   | 8768     | 49,5     | 8962    | 50,5   |
| Densidade (pop./km²) | 91,4    | 100   | 45,2     | 45,2     | 46,2    | 46,2   |

De acordo com dados de 2005, o rendimento médio per capita ascendia a 1805,24 zł.

## Comunas vizinhas
- Gdynia, Gniewino, Krokowa, Luzino, Puck, Reda, Rumia, Szemud, Wejherowo